# Douvrend
Douvrend é uma comuna francesa na região administrativa da Normandia, no departamento de Sena Marítimo. Estende-se por uma área de 17,96 km². Em 2010 a comuna tinha 534 habitantes (densidade: 29,7 hab./km²).